# Musée des Beaux-Arts (Rennes)

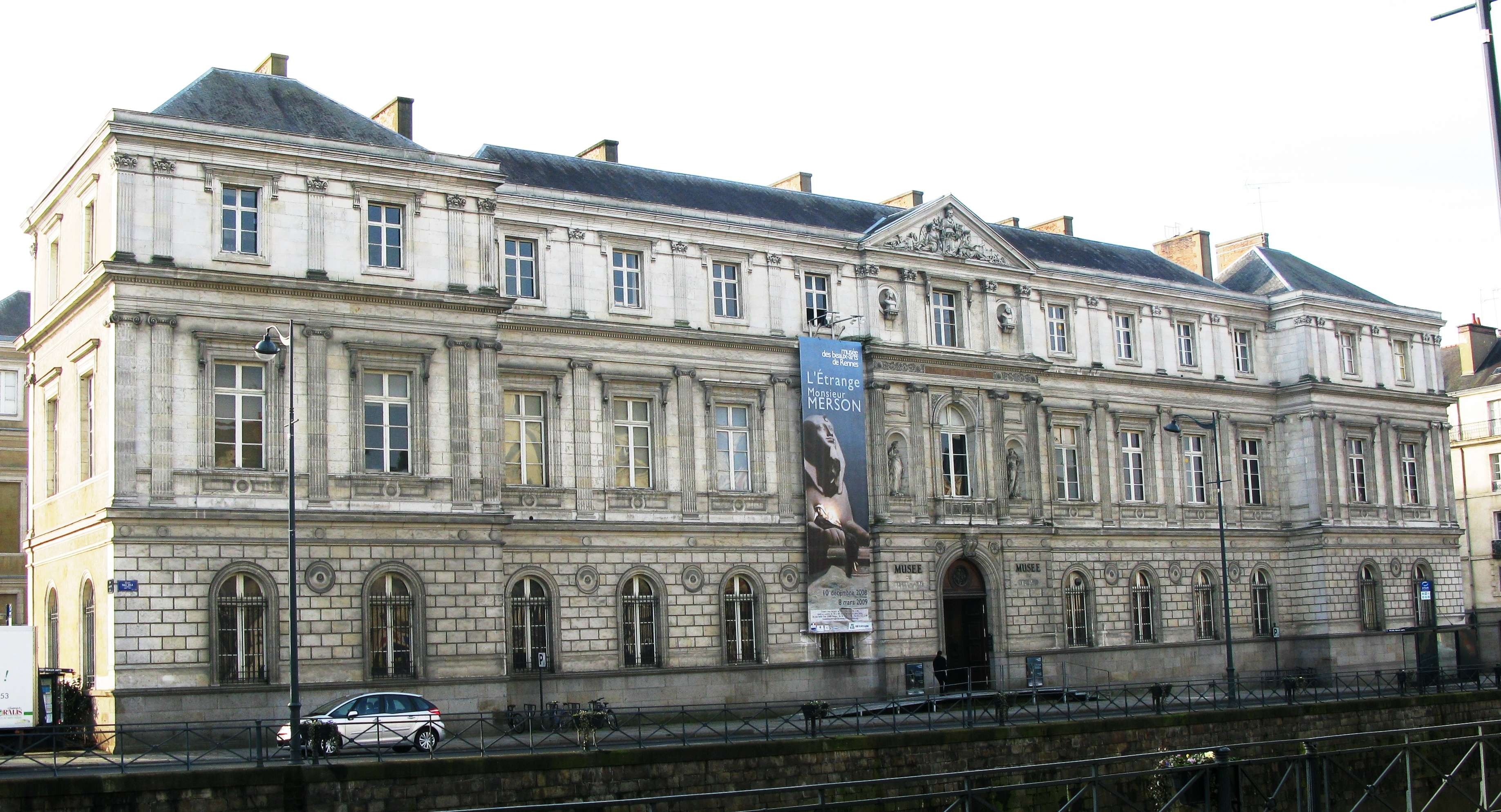
Das Musée des Beaux-Arts in Rennes befindet sich im ehemaligen Palais Universitaire

Das Musée des Beaux-Arts (deutsch: Museum der Schönen Künste) ist ein staatliches Kunstmuseum in Rennes. Es beherbergt Kunstwerke von der Antike bis zur Gegenwart. Ein Schwerpunkt der Sammlung liegt bei französischen Gemälden des 19. Jahrhunderts.

## Geschichte
Das Museum Rennes entstand 1794 während der Französischen Revolution. Zu den ersten Sammlungsobjekten gehörten beschlagnahmte Kunstwerke aus Kirchen und Privathäusern der Stadt. Hierunter befanden sich ägyptische und griechische Antiken, Keltische Kunst, Gemälde, Zeichnungen und Skulpturen. Ein wesentlicher Teil davon stammte aus der Sammlung von Christophe-Paul de Robien (1698–1756), dem vormaligen Präsidenten des Parlement de Bretagne. Das Museum befand sich zunächst im Palais des Bischofs von Rennes.
Der französische Staat überwies dem Museum zwischen 1801 und 1811 u. a. durch den Chaptal-Erlass bedeutende Arbeiten aus dem Louvre, die dort nicht mehr benötigt wurden, als in der Zeit der Napoleonischen Kriege zahlreiche erbeutete Kunstwerke das Museum füllten. So gelangten beispielsweise die Kreuzabnahme von Charles Le Brun und Perseus rettet Andromeda von Paolo Veronese in die Sammlung des Museums in Rennes. Im 19. Jahrhundert kamen zahlreiche Ankäufe auf staatlichen Ausstellungen hinzu. Zu den bedeutenden Stiftungen und Vermächtnissen der Folgejahre gehört die Sammlung Paul Lucas mit altitalienischen Meistern. 
Seit 1855 befindet sich das Museum im damals neuerbauten Palais Universitaire. Das Gebäude  wurde zunächst vom Architekten Charles Millardet und später von Vincent Boullé als Vierflügelbau mit einem Innenhof im Stil des Klassizismus errichtet. Neben der im ersten Stock untergebrachten Kunstsammlung beheimatete das Palais zu Beginn auch die naturwissenschaftlichen Sammlungen der Universität, Teile der Universitätsbibliothek und weitere Einrichtungen der Universität. Diese zogen in den folgenden Jahrzehnten in andere Standorte um. 
In den 1950er Jahren wurde das Museum umfangreich saniert und hierbei die während des Zweiten Weltkrieges am Gebäude erfolgten Schäden beseitigt. Nach 1945 erfolgte die Erweiterung der Sammlung um Werke des 20. Jahrhunderts und um aktuelle Kunst. Aktuelle Direktorin (2013) des Museums ist Anne Dary.

## Sammlung
Die Sammlungen des Musée des Beaux-Arts reichen von altägyptischen Objekten bis zur zeitgenössischen Kunst. In der Abteilung für ägyptische Kunst gibt es beispielsweise Malereien auf Holz, die von Mumiensärgen aus Theben stammen. Des Weiteren finden sich koptische Textilien, griechische und etruskische Keramiken sowie römische Skulpturen. Im Bereich der außereuropäischen Kulturen zeigt das Museum beispielsweise indische Malereien, japanische Kimono, Lackarbeiten sowie Skulpturen und weitere Objekte aus Asien.

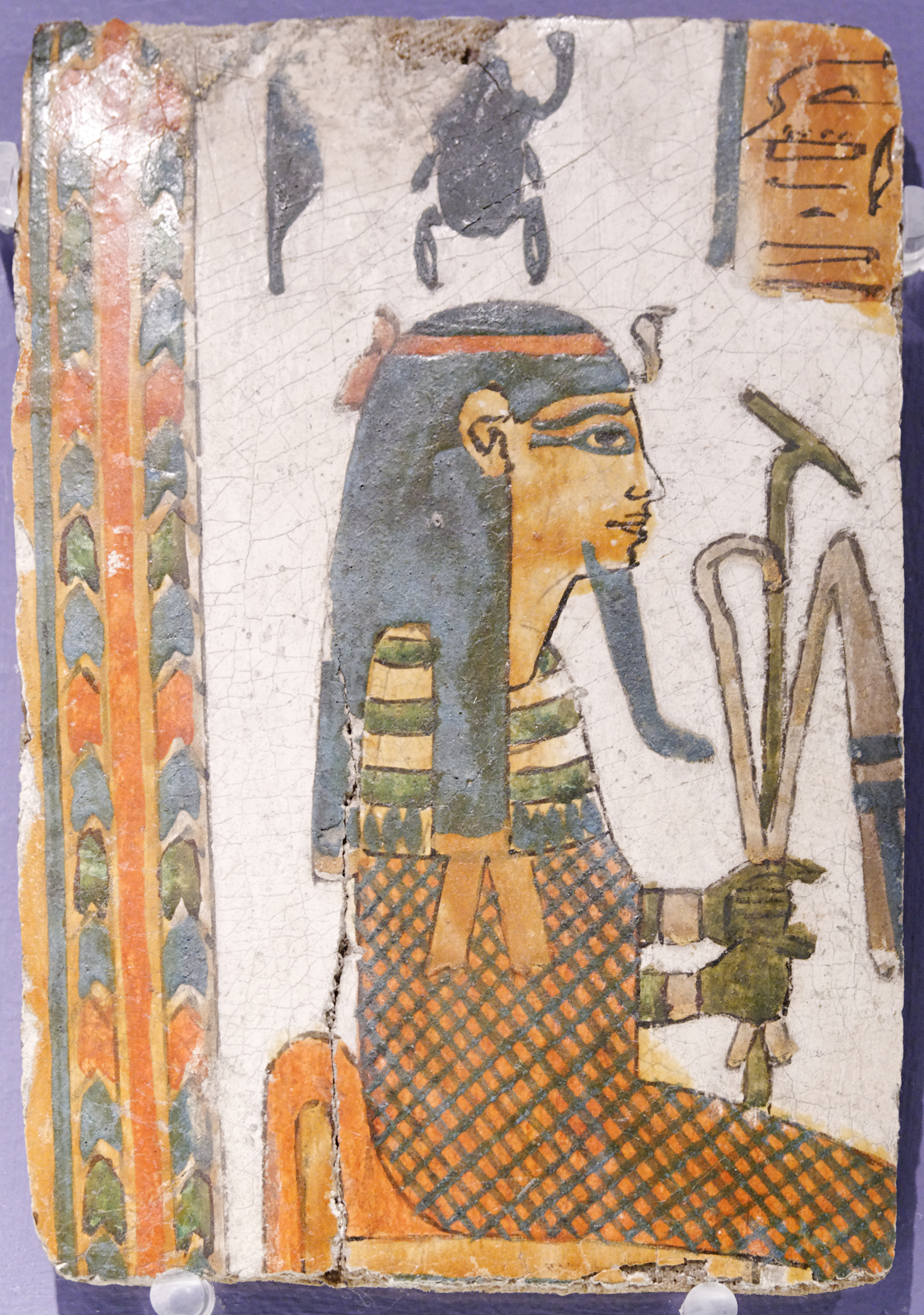
Ägyptisch: Fragment eines Mumiensarges 22. oder 23. Dynastie, vermutlich aus Theben
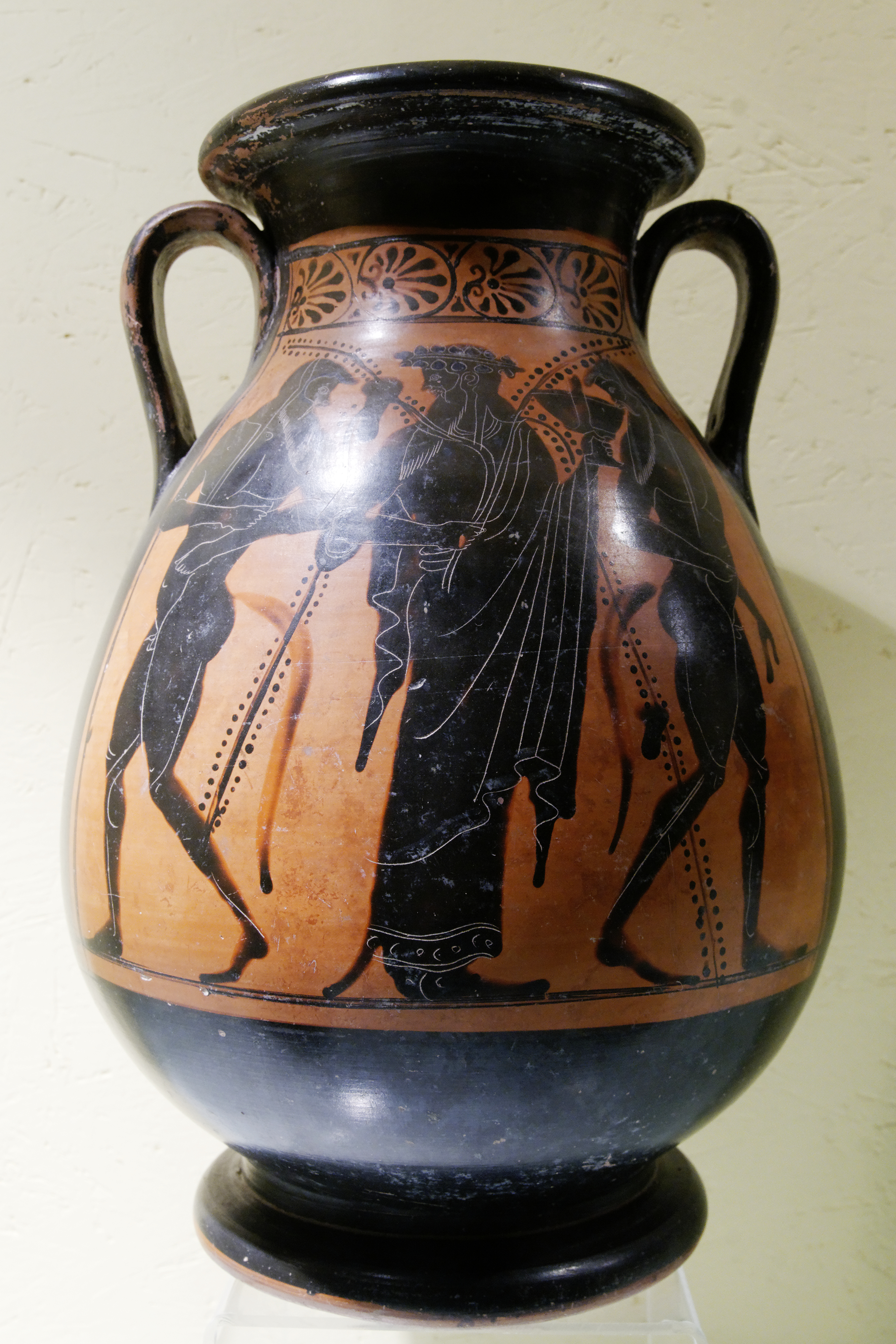
Griechisch: Pelike mit dem Motiv Dionysos mit zwei Satyrn aus Rhodos
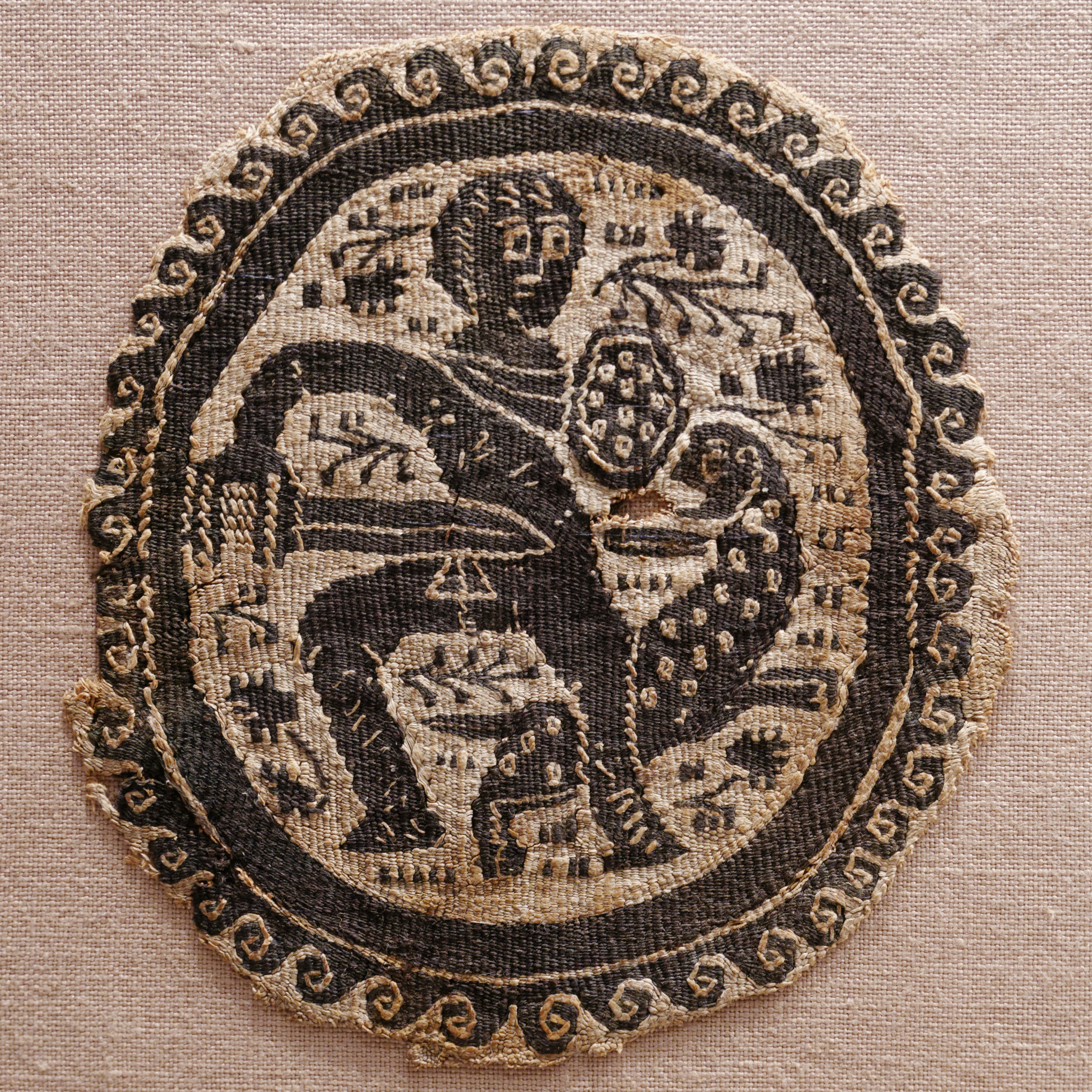
Koptisch: Jagdszene 7. Jahrhundert
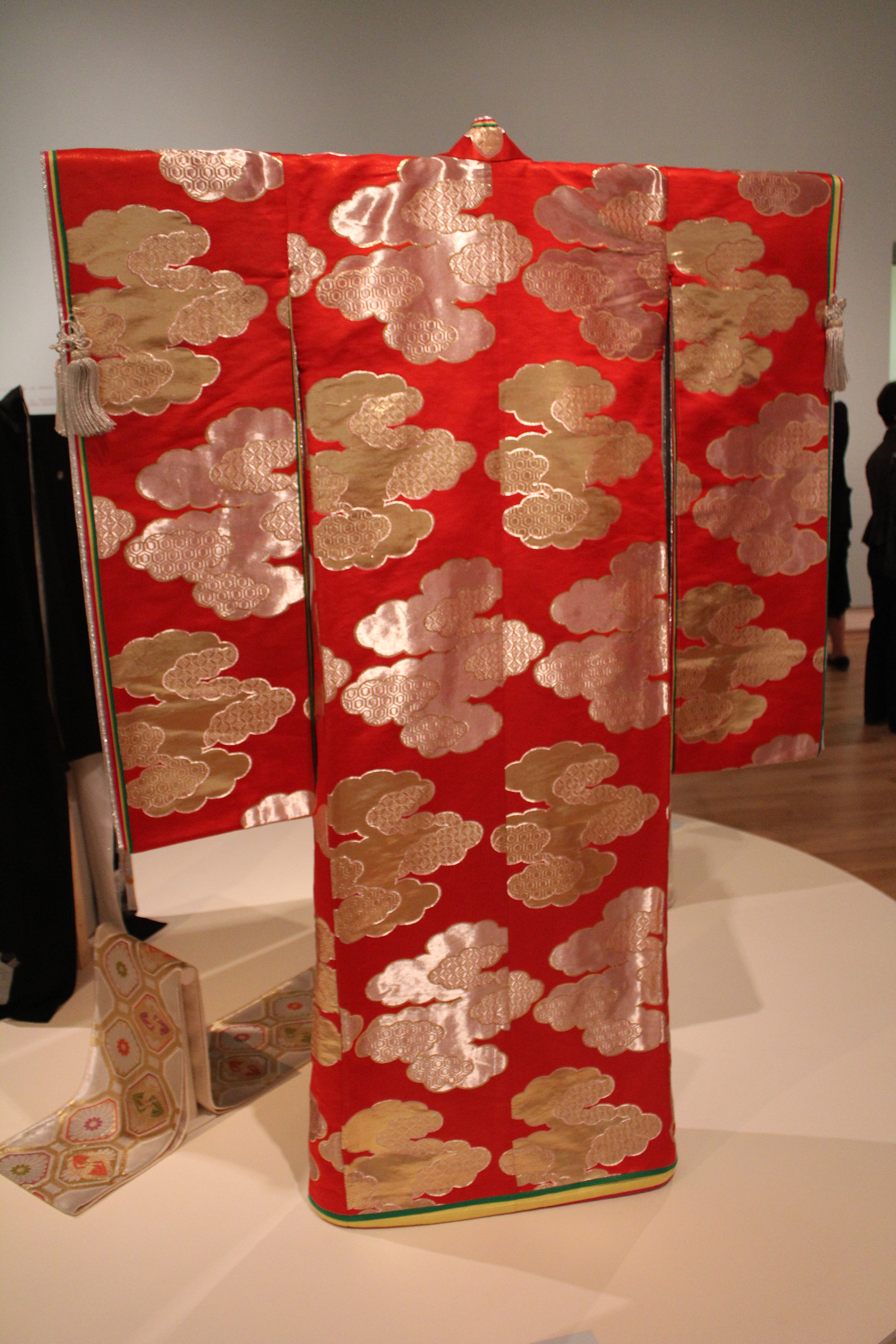
Asiatisches Kunsthandwerk: Kimono
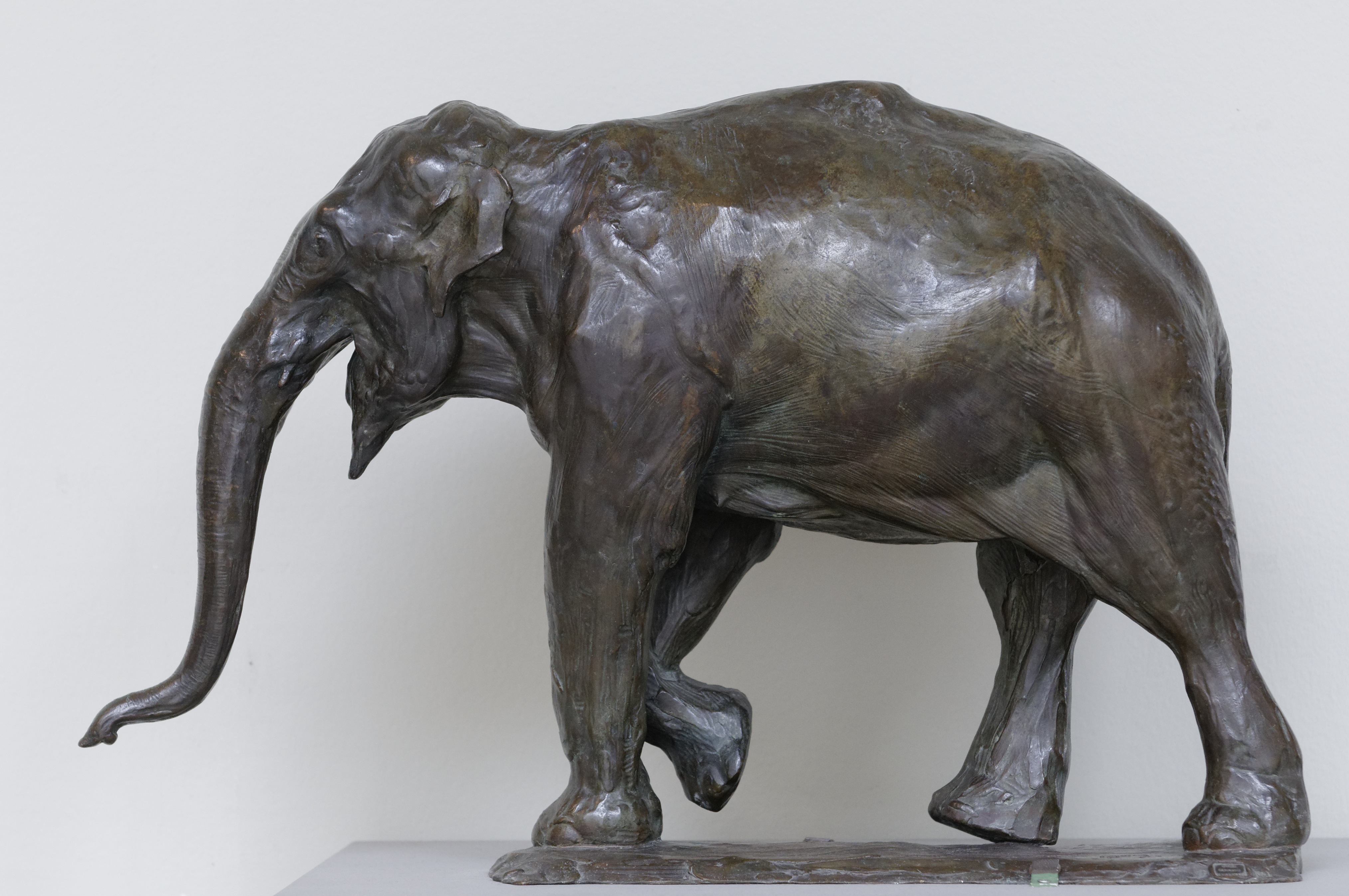
Rembrandt Bugatti: Skulptur Elefant 1909

Die Gemäldesammlung des Museums besteht überwiegend aus Werken französischer Künstler und hat hierbei ihren Schwerpunkt bei der Malerei des 19. Jahrhunderts. Zu den älteren französischen Arbeiten gehören Werke des Barock wie Eine Festgesellschaft zur Zeit von Heinrich IV. von Louis de Caullery, Das neugeborene Kind von Georges de la Tour, Hagar und Ismael werden durch den Engel gerettet von Eustache Le Sueur, die Kreuzabnahme von Charles Le Brun, Allegorie des Papier-Timbre-Ausstandes von 1675 von Jean-Bernard Chalette, Ländliches Interieur von Sébastien Bourdon oder Kleopatra begeht Selbstmord von Claude Vignon. Aus dem 18. Jahrhundert stammen Werke wie Die Auferstehung Christi von Noël Coypel, Mädchen mit einer Maske von Jean Raoux, Früchtestillleben mit einem Glas von Jean Siméon Chardin oder das Portrait d’Innocente Guillemette de Rosnyvinen de Pire von Charles André van Loo. Hinzu kommen ein Trompe l’Oeil mit einer Statuette des Herkules von Jean Valette-Penot, Mädchen mit blauem Haarband von Jean-Baptiste Greuze, sowie Vom Sturm überraschte Reisende und Nächtlicher Raubüberfall von Philipp Jakob Loutherbourg dem Jüngeren.
Im Bereich der niederländischen Malerei zeigt das Museum überwiegend Werke aus dem Barock. Hierzu gehören die Gemälde Das Fest der Götter (16. Jahrhundert) von Bernard Ryckere, Die Leugnung des Heiligen Petrus (um 1620) von Gerrit van Honthorst, ein Bildnis des Ambrosius von Mailand (um 1633–39) von Matthias Stomer und das Historienbild Die Hochzeit des Prinzen Friedrich Wilhelm von Brandenburg mit Luise Henriette von Oranien (1646) von Johannes Mijtens. Eher dem Stil des Manierismus zuzuordnen ist das Gemälde Der heilige Lukas malt die Jungfrau (um 1545) von Maarten van Heemskerck. Die Sammlung flämischer Malerei umfasst das Porträt einer Frau (16. Jahrhundert) von Adriaen Thomasz Key, Inneres einer Kirche (1652) von Anthonie Delorme und Einzug in die Arche (17. Jahrhundert) von Isaak van Oosten. Hinzu kommen eine Büßende Magdalena (1657) von Philippe de Champaigne und eine Tiger- und Löwenjagd, (1617–1618) von Peter Paul Rubens. Darüber hinaus besitzt das Museum ein Bildnis der Françoise Louise mit ihren Kindern als Engeln des Engländers Peter Lely oder Perseus rettet Andromeda des Venezianers Paolo Veronese.

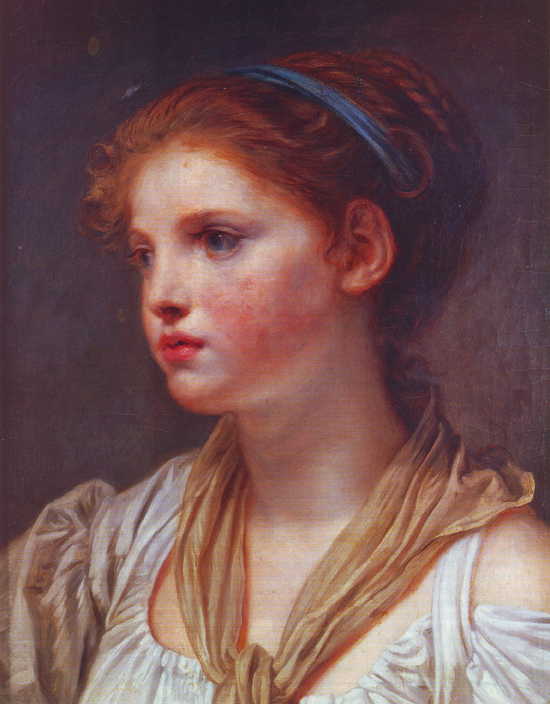
Jean-Baptiste Greuze: Mädchen mit blauem Haarband 18. Jahrhundert
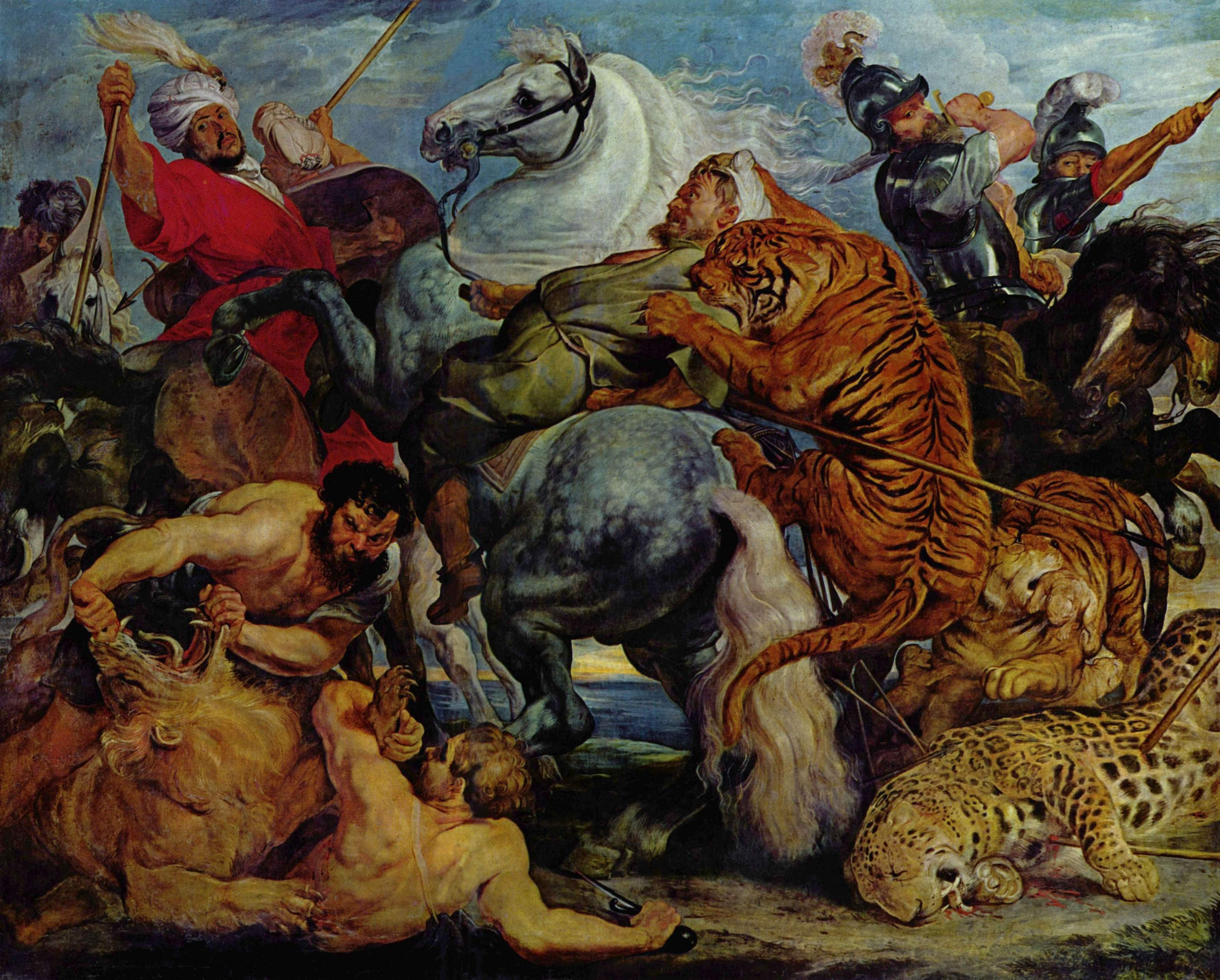
Peter Paul Rubens: Tiger- und Löwenjagd 1617–1618
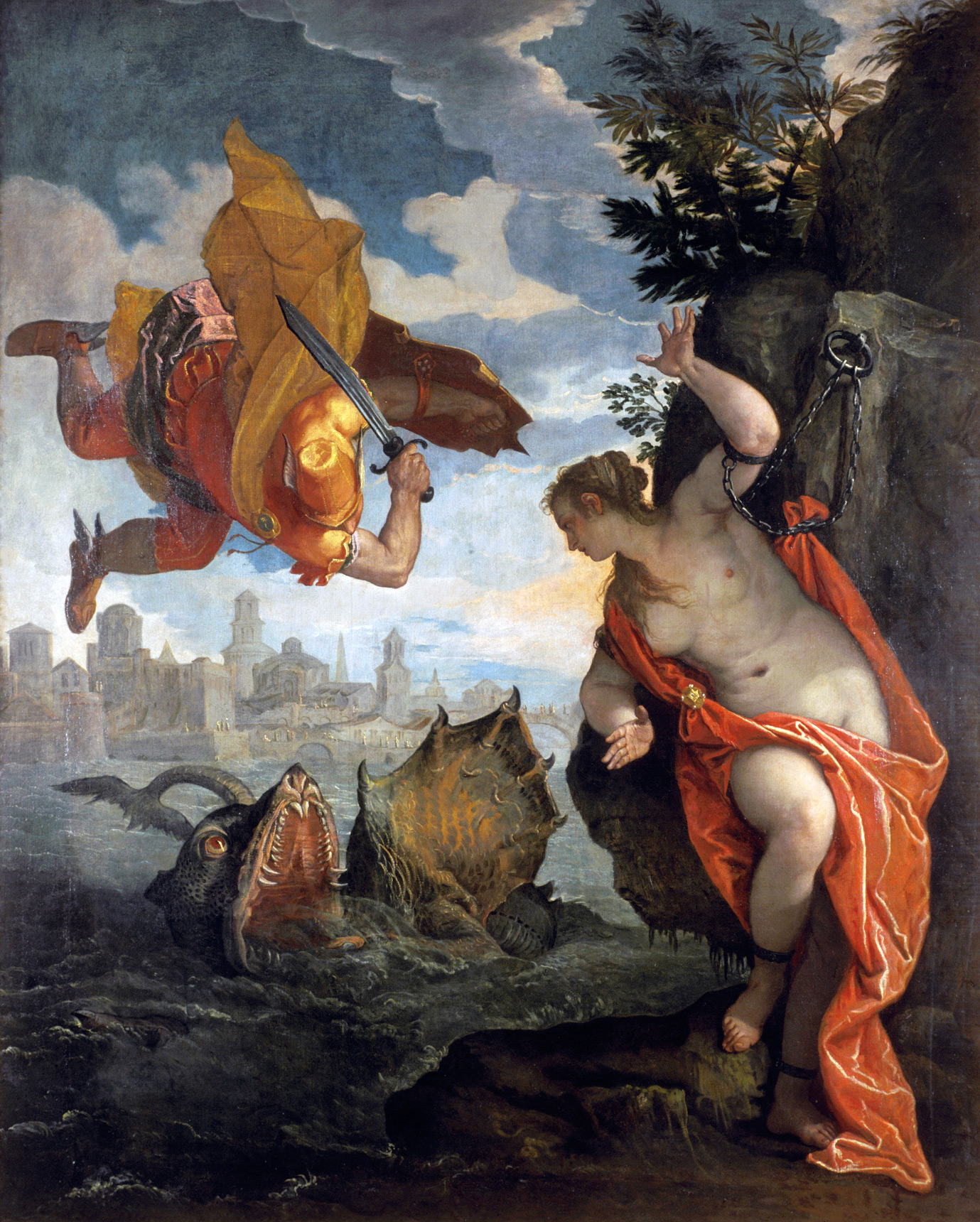
Paolo Veronese: Perseus rettet Andromeda 1576–1578
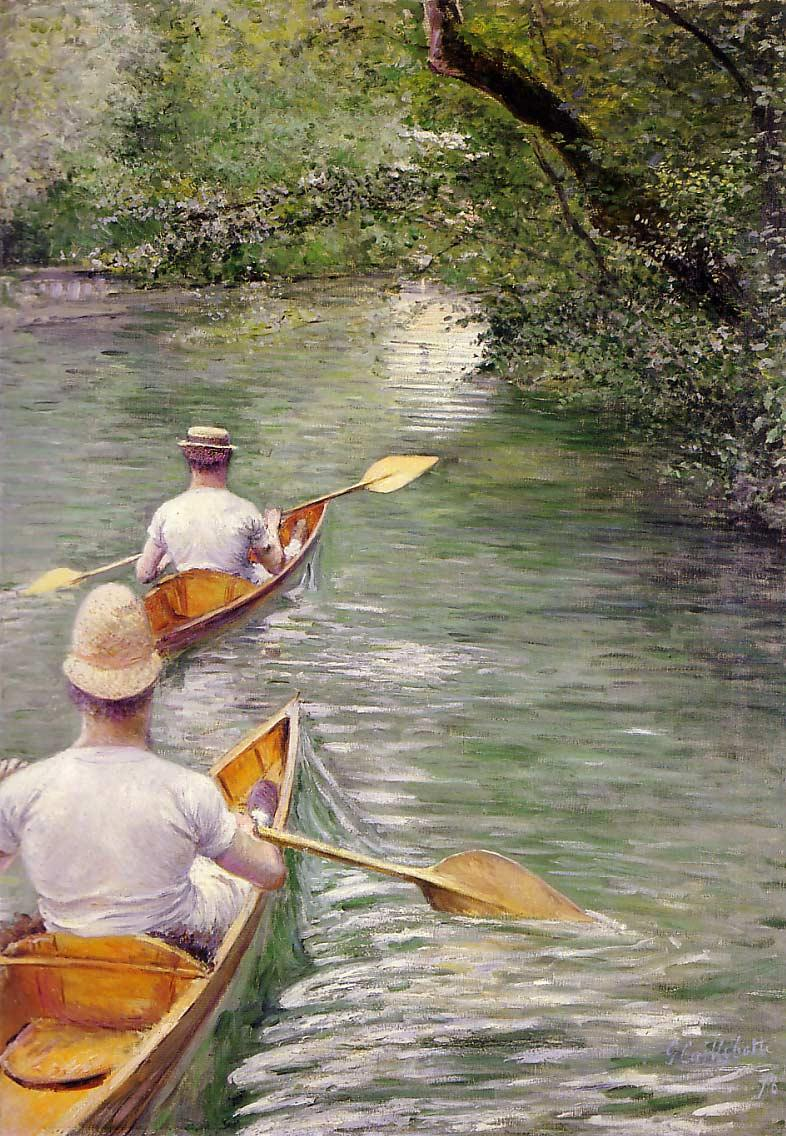
Gustave Caillebotte: Kanus auf der Yerres 1878
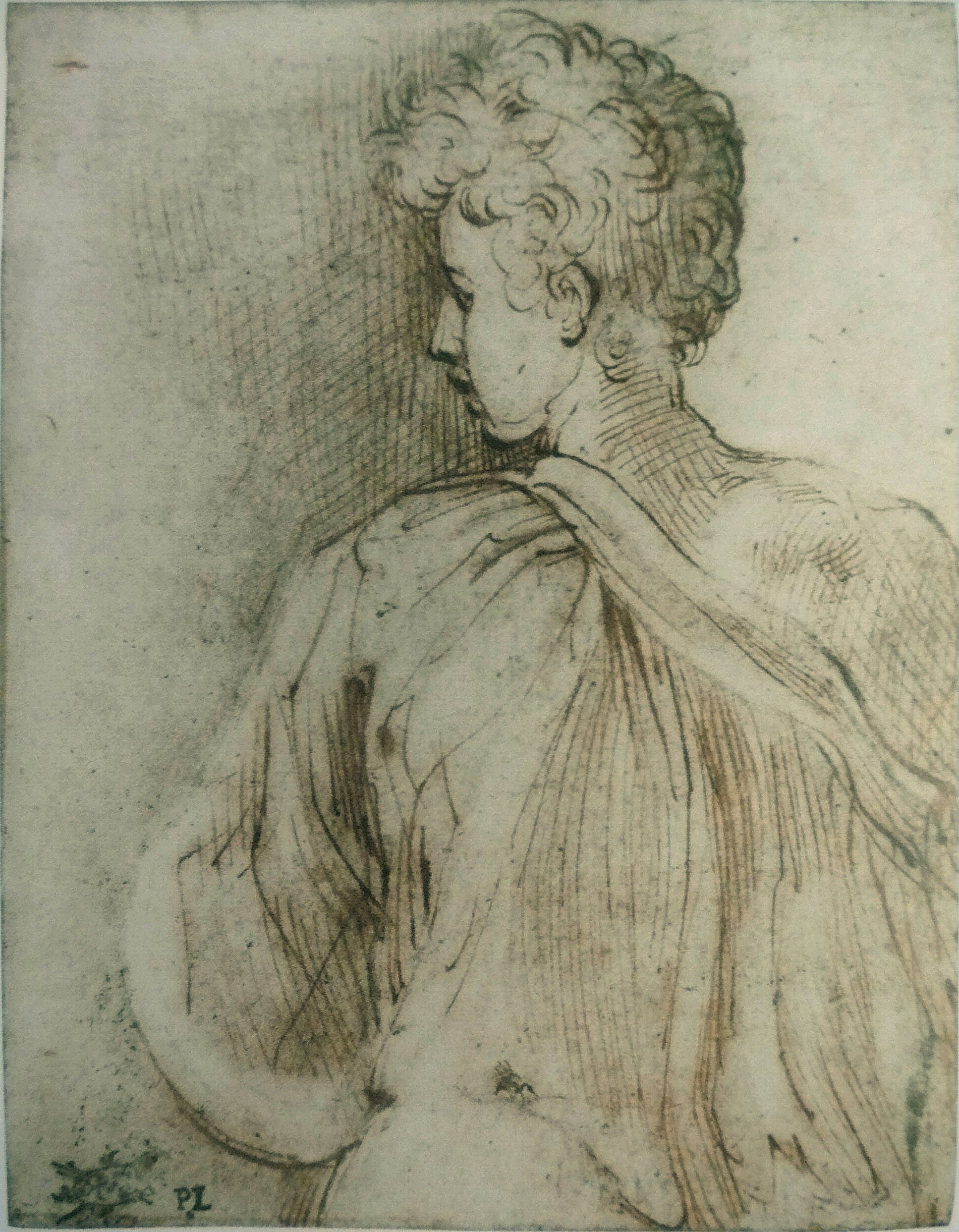
Parmigianino: Zeichnung eines Jungen von hinten mit Gesicht im Profil um 1520

Im Bereich der französischen Malerei des Klassizismus zeigt das Museum ein Bildnis Alexander des Großen von Charles Meynier, ein Portrait de Paulin des Hours Farel von Antoine-Jean Gros oder das Massaker der Unschuldigen von Léon Cogniet. Hinzu kommen Der letzte Morgen der Marie-Antoinette von Louis Baader oder Das Pferd von Gaada von Louis-Eugène Ginain. Aus der zweiten Hälfte des 19. Jahrhunderts stammen Arbeiten wie die Gemälde Danae von Alexandre-Jacques Chantron, Zouave à la fontaine von Étienne Prosper Berne-Bellecour, Solitude, Huelgoat von Paul Sérusier und La marine bleue von Georges Lacombe. Von Gustave Caillebotte besitzt das Museum das Portrait Henri Cordier und Kanus auf der Yerres, von Paul Gauguin das Stillleben mit Orangen und eine Vase mit Blumen. Ein Beispiel für die niederländische Malerei des 19. Jahrhunderts ist das Stillleben Ein Bund Knoblauch und ein Zinnkrug von Meijer de Haan. Weitere Werke ausländischer Künstler sind Das Atelier des Künstlers des spanischen Malers Lorenzo Vallés oder Das Tal der Seine bei Saint-Cloud des in Frankreich wirkenden Belgiers Alfred Stevens.
Maurice Denis markiert mit seinen Bildern den Übergang zum 20. Jahrhundert. Um 1896 entstand sein Gemälde Joel mit dem Pferd im Wald von Perros, aus dem Jahr 1911 ist das Bild Die ersten Schritte. Weiterhin gibt es im Museum die Stadtansicht Rue Sainte-Rustique, Montmartre von Maurice Utrillo, das Kriegsbild Exodus von Robert  Houdusse und das surrealistische Werk Inspiration von Yves Tanguy. Von Pablo Picasso zeigt das Museum das Bild Kopf einer Frau aus seiner klassizistischen Werkphase.
Zudem besitzt das Museum eine umfangreiche Sammlung von Zeichnungen. Hierzu gehören Arbeiten von Albrecht Dürer, Domenico Ghirlandaio, Parmigianino und Rembrandt van Rijn. Zu den Höhepunkten dieses Sammlungsgebietes zählt eine Zeichnung mit einer Gewandstudie von Leonardo da Vinci. Aus dem 20. Jahrhundert stammt beispielsweise eine Kreidezeichnung von Pablo Picasso, auf der er seinen Sohn Paulo porträtiert hat.
Im Bereich der Sammlung zeitgenössischer Kunst hat das Museum von Rennes verschiedene Schwerpunkte gesetzt. Neben Plakatkünstlern widmet sich das Museum verstärkt Künstlern aus der Bretagne. Weiterhin sammelt das Museum Arbeiten der abstrakten Kunst von Sam Francis bis Aurelie Nemours.
Die Skulpturensammlung zeigt Arbeiten wie Messalina von Eugène Cyrille Brunet oder Junge beim Jonchets-Spiel von Julien-Charles Dubois. Zu den bekannteren Arbeiten gehört eine Buste de jeune femme von Auguste Rodin oder ein Elefant von Rembrandt Bugatti. Von Anne-Marie Profillet ist zudem ein Kronenkranich zu sehen.